# Natalija Czernijenko
Natalija Czernijenko (ur. 1 października 1965) – reprezentująca początkowo ZSRR ukraińska lekkoatletka, która specjalizowała się w rzucie oszczepem.
W 1983 roku została mistrzynią Europy juniorek. Odpadła w eliminacjach mistrzostw Europy w 1990, a rok później zajęła czwarte miejsce na mistrzostwach świata w Tokio. 
Rekord życiowy: 67,88 (26 maja 1990, Soczi).

## Osiągnięcia
| Rok  | Impreza                     | Miejsce   | Pozycja           | Wynik |
| ---- | --------------------------- | --------- | ----------------- | ----- |
| 1983 | Mistrzostwa Europy juniorów | Schwechat | 1. miejsce        | 62,04 |
| 1990 | Mistrzostwa Europy          | Split     | el. – 13. miejsce | 57,46 |
| 1991 | Mistrzostwa świata          | Tokio     | 4. miejsce        | 65,22 |